# Bellium
Bellium (Bellium) – rodzaj z rodziny astrowatych. Obejmuje 4–5 gatunków. Zasięg rodzaju obejmuje wyspy Morza Śródziemnego – Baleary, Sardynię i Korsykę, Sycylię, Cypr, Azję Mniejszą i położone przy jej wybrzeżu wyspy na Morzu Egejskim. 
Niektóre gatunki bywają uprawiane jako ozdobne. W Polsce uprawiane bywają: bellium stokrotkowate B. bellidioides i bellium drobne B. minutum.

## Morfologia
PokrójRośliny zielne (jednoroczne i byliny), bezłodygowe lub rzadziej tworzące łodygę, owłosione.
LiściePojedyncze, łopatkowate do eliptyczno-jajowatych, całobrzegie, na wierzchołku zaokrąglone lub tępe, u nasady zbiegające w długi ogonek.
KwiatyZebrane w pojedyncze koszyczki. Ich okrywy są dzwonkowate do półkulistych, listki okrywy wyrastają w jednym szeregu, w środkowej części są zielone, na brzegu błoniaste, na szczycie tępe. Dno koszyczka jest wzniesione półkuliście lub stożkowato. Na brzegach koszyczka znajdują się białe lub czerwono nabiegłe, żeńskie kwiaty języczkowe, zawsze płasko rozpostarte – niezawijające się. W środku koszyczka znajdują się obupłciowe, żółte kwiaty rurkowe. Ich korona jest w dole rurkowata, w górze dzwonkowato rozszerzona, łatki w liczbie 4 lub 5 szerokotrójkątne, wzniesione.
OwoceNiełupki wąskojajowate, owłosione po bokach. Puch kielichowy wykształca się w postaci 4–6, rzadko do 10 ości o długości podobnej do niełupki, z przemiennie tworzącymi się między nimi łuskami.

## Systematyka
Pozycja systematyczna
Rodzaj z rodziny astrowatych (Asteraceae). W obrębie rodziny zaliczany do podrodziny Asteroideae i plemienia Astereae. Jest blisko spokrewniony z rodzajami stokrotnica Bellidiastrum i stokrotka Bellis, tworząc z nimi tzw. grupę Bellis w obrębie podplemienia Bellidinae.
Wykaz gatunków
- Bellium artrutxense P.Fraga & Rosselló
- Bellium bellidioides L. – bellium stokrotkowate
- Bellium crassifolium Moris
- Bellium minutum L. – bellium drobne
- Bellium nivale Req.